# ماي سارتون
ماي سارتون (بالإنجليزية: May Sarton)‏ (1912 - 1995)، هي كاتبة روائية وشاعرة أمريكية يذكر أن اليانور ماري التي اشتهرت باسم ماي سارتون ولدت في بلجيكا 1912م، وهاجرت أسرتها إلى الولايات المتحدة الأمريكية خلال الحرب العالمية الأولى، وبدأت في الثلاثينات من القرن العشرين تتجه إلى كتالة المسرحيات والقصائد، بعدها كتبت في أشكال الأدب المختلفة، حيث أنتجت أكثر من خمس عشرة رواية، ومجموعة كبيرة من الدراسات الأدبية، وعددا من كتب الأطفال.

## روابط خارجية
- ماي سارتون على موقع الموسوعة البريطانية (الإنجليزية)
- ماي سارتون على موقع ميوزك برينز (الإنجليزية)
- ماي سارتون على موقع إن إن دي بي (الإنجليزية)